# Justin Gerlach (Fußballspieler)
Justin Rafael Steven Gerlach (* 2. Februar 1990 in Berlin) ist ein deutscher Fußballspieler. 

## Karriere
Nach seinen Anfängen in der Jugend vom MSV Normannia 08 und 1. FC Lübars wechselte er im Sommer 2002 in die Jugendabteilung von Hertha BSC. Nach verschiedenen Stationen in der Regionalliga Nordost bei Hertha BSC II, der TSG Neustrelitz und dem Berliner AK 07 wechselte er im Sommer 2013 innerhalb der Liga zum FC Carl Zeiss Jena. Mit seinem neuen Verein schaffte er am Ende der Saison 2016/17 den Aufstieg in die 3. Liga. Zu seinem ersten Einsatz im Profibereich kam er am 2. Spieltag bei der 0:2-Heimniederlage gegen den SC Fortuna Köln, bei dem er in der Startformation stand. 
Nach Ende der Saison 2018/19 wurde der auslaufende Vertrag des Verteidigers in Jena nicht mehr verlängert und er kehrte in seine Heimatstadt zurück. Dort wurde er von seinem alten Klub, dem Nordostregionalligisten Berliner AK 07, erneut unter Vertrag genommen.